# بوب غروين
بوب غروين (بالإنجليزية: Bob Gruen)‏ هو مصور أمريكي، ولد في 1945 في نيويورك في الولايات المتحدة.

## وصلات خارجية
- الموقع الرسمي
- بوب غروين على موقع IMDb (الإنجليزية)
- بوب غروين على موقع ميوزك برينز (الإنجليزية)
- بوب غروين على موقع قاعدة بيانات الفيلم (الإنجليزية)
- بوب غروين على موقع كينوبويسك (الروسية)